# Хор Вирап (заказник)
Государственный заказник «Хор Вирап» — особо охраняемая природная территория в Араратской области Республики Армения, созданная в административных границах сельской общины Малый Веди на водно-болотных угодьях в 50,28 га монастырского комплекса Хор Вирап, расположенного на левом берегу реки Аракс и на правой стороне древней столицы Армении Арташат. Водно-болотные угодья Хор Вирапа имеют важное природоохранное, научное и рекреационное значение.

## Экосистема
Основной целью организации заказника было обеспечение охраны, нормального развития, воспроизводства и устойчивого использования экосистемы и растительного и животного мира водно-болотных угодий, имеющих международное значение, в частности водоплавающих птиц и ареала их обитания, редких видов растений и мест их произрастания. Объектами особой охраны заказника является уникальный животный мир и водно-болотная растительность экосистемы влажной территории, прилегающей к реке Аракс.
Водно-болотные угодья создают специфически влажный микроклимат, о чём свидетельствует ярко-зелёный цвет водно-болотной растительности в сухих климатических условиях, во время летней засухи и даже зимой, придающий особую красоту окружающей среде.

### Флора
Водно-болотная экосистема Хор Вирапа выделяется редкими и находящимися под угрозой исчезновения водно-болотными видами растений и животных. На этой территории и в её окрестностях встречаются такие редкие виды растений, как резак фалькариевидный (Falcaria falcarioides), девясил Оше (Inula Aucherana), осот араратский (Sonchus ararticus), маревые (Ghenopodiaceae), верблюжья колючка обыкновенная (Alhagi pseudoalhagi), амбербоа низкая (Amberboa iljiniana), гребенщик восьмитычинковый (Tamarix octandra) и др.
- Резак фалькариевидный (Falcaria falcarioides) — вид, находящийся в критическом состоянии. Произрастает в нижней зоне гор, на высоте 800—900 м над уровнем моря на засоленной почве в болотистых местах и на влажных лугах. Цветёт в июне, плодоносит в июле.
- Девясил Оше (Inula Aucherana) — вид, находящийся под угрозой. Куст высотой в 15-30 см. Произрастает в нижней зоне гор, на высоте 800—1100 м над уровнем моря. Цветёт в июле-августе, плодоносит в августе-сентябре.
- Гребенщик восьмитычинковый (Tamarix octandra) — вид, находящийся под угрозой исчезновения. Небольшое дерево высотой в 2-2,5 м с желтовато-коричневой корой. Произрастает в нижней зоне гор на высоте 700—1100 м над уровнем моря. Цветёт в мае, плодоносит в июне[2].

### Фауна
Водно-болотная территория Хор Вирапа имеет важное значение в качестве места гнездований для ряда водоплавающих и околоводных птиц и места отдыха во время сезонного перелёта. В частности, из числа птиц, находящихся под угрозой исчезновения, здесь обитают мраморный чирок (Marmaronettaan gustirostris), белоголовая савка (Oxyura leucocephalis), а во время перелёта встречается кудрявый пеликан (Pelecanus crispus). Из птиц, занесённых в Красную книгу, на этой территории гнездуются малый баклан (Phalacrocorax pygmaeus), серая утка (Anas strepera), ходулочник (Himantopus himantopus), шилоклювка (Recurvirostra avosetta), среднерусская варакушка (Luscinia svecica). Из редких и исчезающих видов встречаются большой баклан (Phalacrocorax carbo), большая белая цапля (Egretta alba), обыкновенная колпица (Platalea leucorodia), каравайка (Plegadis falcinellus), серый гусь (Anser anser), пеганка (Tadorna tadorna), широконоска (Anas clypeata), степной лунь (Circus macrourus), луговой лунь (Circus pygargus), европейский тювик (Accipiter brevipes), змееяд (Circaetus gallicus), кобчик (Falco vespertinus), кречётка, кулик-сорока (Haematopus ostralegus), болотная сова (Asio flammeus), восточный красноголовый сорокопут (Lanius senator niloticus), ястребиная славка (Sylvia nisoria).
На выше указанных основаниях территории считаются территориями, подлежащими включению в порядке первоочерёдности в перечень водно-болотных угодий международного значения Конвенции о водно-болотных угодьях, имеющих международное значение главным образом в качестве местообитаний водоплавающих птиц (Рамсар[кто?], 1971).
Кроме птиц здесь в тёплое время года добывают пищу летучие мыши, занесённые в Красную книгу Армении: подковонос Мегели (Rhinolophus mehelyi), азиатская широкоушка (Barbastella leucomelas), обыкновенный длиннокрыл (Miniopterus schreibersi).